# 시스템 사고

시스템 사고로 사회를 생각하는 모습

시스템 사고( - 思考, 영어: systems thinking)는 세상을 여러 부분으로 나누는 것이 아니라 전체와 관계의 관점에서 바라봄으로써 세상의 복잡성을 이해하는 방법이다. 시스템 이론과 시스템 과학 등을 이론적인 기반으로 한다. 기존의 분석적 사고가 환원주의에 기반하여 대상을 쪼개어 나가는데에 비해, 시스템 사고는 전일주의(holism)에 기반하여 대상을 살아있는 유기체로 보며 부분을 넘어선 전체를 파악하려 한다. 시스템 다이내믹스 학자들이 어려운 컴퓨터 모델링 부분을 떼어내어 시스템 사고라는 영역을 만들어 대중적으로 널리 알려졌다.

## 프레임워크와 방법론
시스템 사고를 위한 프레임워크 및 방법론은 다음과 같다.
- 시스템 다이내믹스
- 시스템 디자인
- 시스템 모델
- 비판적 시스템 사고
- 시스템 역학
- 소프트 시스템 방법론

## 관련 학자
- 제이 라이트 포레스터
- 도넬라 메도즈
- 피터 센게